# Dārbāgheh
Dārbāgheh (persiska: دارباغِه, دارباغه) är en ort i Iran.   Den ligger i provinsen Lorestan, i den västra delen av landet, 400 km sydväst om huvudstaden Teheran. Dārbāgheh ligger 1 501 meter över havet och antalet invånare är 200.
Terrängen runt Dārbāgheh är kuperad åt nordväst, men åt sydost är den bergig.Runt Dārbāgheh är det ganska glesbefolkat, med 28 invånare per kvadratkilometer. Närmaste större samhälle är Khalīl Akbar, 9,5 km väster om Dārbāgheh. Omgivningarna runt Dārbāgheh är i huvudsak ett öppet busklandskap.